# Nokia PC Suite
Nokia PC Suite es un paquete de software descontinuado que fue desarrollado por la compañía finlandesa Nokia para conectar algunos de sus teléfonos móviles al computador personal. Entre sus funciones está realizar copias de seguridad de datos (contactos, notas, agenda), conectar a Internet (GPRS), instalar aplicaciones, gestionar archivos y carpetas del teléfono, transferir música y actualizar el software del teléfono. La conexión entre el teléfono y el computador puede ser mediante un cable USB, el sistema bluetooth o infrarrojos.

## Historia
Su primer lanzamiento fue en 1997, originalmente llamado Nokia Data Suite. Nokia PC Suite fue sustituido por la aplicación Nokia Suite, preparada especialmente para la nueva generación de teléfonos inteligentes. Durante un tiempo se siguieron ofreciendo actualizaciones para Nokia PC Suite, para corregir errores y mejorar la seguridad, hasta que finalmente Nokia dejó de ofrecer oficialmente esta suite.

## Modelos de teléfonos compatibles

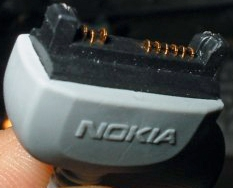
Uno de los cables USB desponibles para conectar los teléfonos móviles al ordenador.

Los teléfonos compatibles con Nokia PC Suite son:
| Serie E    | Serie E   | Serie E   | Serie E                |
| ---------- | --------- | --------- | ---------------------- |
| Nokia E50  | Nokia E51 | Nokia E60 | Nokia E61              |
| Nokia E61i | Nokia E65 | Nokia E70 | Nokia E90 Communicator |

| Serie N       | Serie N   | Serie N    | Serie N   |
| ------------- | --------- | ---------- | --------- |
| Nokia N70     | Nokia N71 | Nokia N72  | Nokia N73 |
| Nokia N76     | Nokia N77 | Nokia N80  | Nokia N81 |
| Nokia N81 8GB | Nokia N82 | Nokia N90  | Nokia N91 |
| Nokia N92     | Nokia N93 | Nokia N93i | Nokia N95 |
| Nokia N95 8GB |           |            |           |

| Serie 1000         |
| ------------------ |
| Nokia 1680 classic |

| Serie 2000 | Serie 2000 | Serie 2000 |
| ---------- | ---------- | ---------- |
| Nokia 2630 | Nokia 2660 | Nokia 2760 |

| Serie 3000         | Serie 3000         | Serie 3000         | Serie 3000 |
| ------------------ | ------------------ | ------------------ | ---------- |
| Nokia 3100         | Nokia 3109 classic | Nokia 3110 classic | Nokia 3120 |
| Nokia 3120 classic | Nokia 3200         | Nokia 3220         | Nokia 3230 |
| Nokia 3250         | Nokia 3500 classic | Nokia 3650         | Nokia 3660 |

| Serie 5000             | Serie 5000             | Serie 5000             | Serie 5000             |
| ---------------------- | ---------------------- | ---------------------- | ---------------------- |
| Nokia 5070             | Nokia 5100             | Nokia 5130 XpressMusic | Nokia 5140             |
| Nokia 5140i            | Nokia 5200             | Nokia 5210             | Nokia 5220 XpressMusic |
| Nokia 5230             | Nokia 5233             | Nokia 5250             | Nokia 5300 XpressMusic |
| Nokia 5310 XpressMusic | Nokia 5500 Sport       | Nokia 5530 XpressMusic | Nokia 5610 XpressMusic |
| Nokia 5700 XpressMusic | Nokia 5800 XpressMusic |                        |                        |

| Serie 6000           | Serie 6000  | Serie 6000         | Serie 6000         |
| -------------------- | ----------- | ------------------ | ------------------ |
| Nokia 6020           | Nokia 6021  | Nokia 6070         | Nokia 6080         |
| Nokia 6085           | Nokia 6086  | Nokia 6100         | Nokia 6101         |
| Nokia 6102           | Nokia 6102i | Nokia 6103         | Nokia 6108         |
| Nokia 6110 Navigator | Nokia 6111  | Nokia 6120 classic | Nokia 6121 classic |
| Nokia 6125           | Nokia 6131  | Nokia 6131 NFC     | Nokia 6136         |
| Nokia 6151           | Nokia 6170  | Nokia 6210         | Nokia 6220         |
| Nokia 6230           | Nokia 6230i | Nokia 6233         | Nokia 6234         |
| Nokia 6250           | Nokia 6260  | Nokia 6267         | Nokia 6270         |
| Nokia 6280           | Nokia 6288  | Nokia 6290         | Nokia 6300         |
| Nokia 6301           | Nokia 6310  | Nokia 6310i        | Nokia 6500 classic |
| Nokia 6500 slide     | Nokia 6510  | Nokia 6555         | Nokia 6600         |
| Nokia 6610           | Nokia 6610i | Nokia 6630         | Nokia 6650         |
| Nokia 6670           | Nokia 6680  | Nokia 6681         | Nokia 6800         |
| Nokia 6810           | Nokia 6820  | Nokia 6822         |                    |

| Serie 7000       | Serie 7000       | Serie 7000 | Serie 7000  |
| ---------------- | ---------------- | ---------- | ----------- |
| Nokia 7200       | Nokia 7210       | Nokia 7250 | Nokia 7250i |
| Nokia 7260       | Nokia 7270       | Nokia 7280 | Nokia 7360  |
| Nokia 7370       | Nokia 7373       | Nokia 7380 | Nokia 7390  |
| Nokia 7500 Prism | Nokia 7600       | Nokia 7610 | Nokia 7650  |
| Nokia 7710       | Nokia 7900 Prism |            |             |

| Serie 8000                 | Serie 8000 | Serie 8000      | Serie 8000 |
| -------------------------- | ---------- | --------------- | ---------- |
| Nokia 8210                 | Nokia 8310 | Nokia 8600 Luna | Nokia 8800 |
| Nokia 8800 Sirocco Edition | Nokia 8910 | Nokia 8910i     |            |

| Serie 9000              | Serie 9000               | Serie 9000              | Serie 9000               |
| ----------------------- | ------------------------ | ----------------------- | ------------------------ |
| Nokia 9110 Communicator | Nokia 9110i Communicator | Nokia 9210 Communicator | Nokia 9210i Communicator |
| Nokia 9300              | Nokia 9300i              | Nokia 9500 Communicator |                          |

## Requisitos del sistema
- Espacio necesario en el disco duro: 290 Mb (el tamaño del archivo de instalación es de aproximadamente 35 Mb).
- Sistema operativo:
  - Windows 2000 (service pack 4).
  - Windows XP (Profesional o Home Edition) (service pack 1 o service pack 2).
  - Windows Vista ediciones x86
  - Windows 7 ediciones x86

## Nokia PC Sync
Nokia PC Sync permite sincronizar contactos, calendario, notas, crear artículos, favoritos y archivos o carpetas entre un controlador de teléfono móvil, Nokia y: 
- Microsoft Outlook 2000-2007
- Microsoft Outlook Express (libreta de direcciones de Windows)
- Microsoft Windows Vista (contactos)
- Lotus Notes 5.x, 6.x y 7,0
- Lotus Organizer 5.xy 6.x
- Microsoft Internet Explorer y Mozilla Firefox (favoritos)
- Windows 2000/XP (archivos y carpetas)

No estaba permitido, al menos hasta la versión 7.0.9.2, la sincronización con correos electrónicos para estas aplicaciones. En caso de requerirla, se debería utilizar conexión directa vía internet con servidores de correos.